# اوسکار فارینتی
اوسکار فارینتی (انگلیسی: Oscar Farinetti؛ زادهٔ ۲۴ سپتامبر ۱۹۵۴) کارآفرین اهل ایتالیا است، که در سال ۲۰۱۰ شرکت ییتالی را تأسیس کرد.